# 3 Jazz Soldiers
3 Jazz Soldiers – polski zespół jazzowy. Powstał w roku 2009 z inicjatywy Krzysztofa Misiaka, Grzegorza Grzyba oraz Filipa Sojki.
Debiutancki album formacji pt. Odłamkowa ukazał się w 2012 roku nakładem mkm. Płyta zawiera autorskie aranżacje standardów rockowych i jazzowych fusion („Summertime”, „Norwegian Wood”, „Little Wing”), jak i własne kompozycje („Król Kanapy:”, „Ryba, Ręcznik”, „Blues 816”, „Wykryto Niepewne Prawidłowości”).

## Dyskografia
- Odłamkowa (2012, mkm)